# São Gonçalo EC
São Gonçalo EC is een Braziliaanse voetbalclub uit São Gonçalo in de staat Rio de Janeiro. 

## Geschiedenis
De club werd opgericht in 2010 en begon in 2012 als profclub in de Série C van het Campeonato Carioca. De club werd twee keer groepswinnaar, maar in de derde fase werd de club uitgeschakeld. In 2013 werd de club kampioen en promoveerde zo naar de Série B. Daar werd de club derde laatste en degradeerde meteen weer. Na een middelmatig seizoen 2015 werd de club in 2016 opnieuw kampioen en promoveerde opnieuw. In 2020 eindigde de club in de lagere middenmoot, maar degradeerde toch door een competitiehervorming. In 2024 werd de club opnieuw kampioen. 

## Erelijst
Campeonato Carioca Série B1
2013, 2016, 2024